# 2-а Александровка
2-а Алекса́ндровка (рос. 2-я Александровка, башк. 2-се Александровка) — присілок у складі Благовіщенського району Башкортостану, Росія. Входить до складу Ільїно-Полянської сільської ради.
У радянські часи присілок називався Александровка 2-а.